# Мир Махмуд-шах
Мир Махму́д-шах Хотаки́ (пушту, перс., урду, араб., дари شاہ محمود ہوتکی‎; 1697, Кандагар, Сефевидское государство — 22 апреля 1725, Исфахан, империя Хотаки) — третий эмир Кандагара (1717—1725), первый шах Ирана из афганской династии Хотаки (1722—1725), старший сын Мир Вайса Хотаки, первого независимого правителя Афганского государства.

## Биография
В ноябре 1715 года после смерти Мир Вайса Хотаки новым эмиром Кандагара стал его брат Мир Абд ул-Азиз-шах. Мир Абд ул-Азиз-шах попытался заключить мирный договор с персидским шахом Хусейном, но в 1717 году был обвинён в измене, свергнут с престола и убит своим племянником Мир Махмуд-ханом.
Под руководством молодого и смелого вождя Мир Махмуда афганские племена гильзаев перешли к завоевательным походам. В начале XVIII века некогда могущественное государство Сефевидов в Иране находилось в полном упадке. Подняли восстание племена курдов и белуджей. Курды совершали набеги вглубь иранских владений и доходили до предместий Исфахана, столицы Сефевидов. Шахская казна была пуста, а иранские войска полностью разложились. Воспользовавшись этой обстановкой, Мир Махмуд-хан решил завоевать эту ослабевшую империю.
В 1720 году Мир Махмуд Хотаки предпринял первый поход вглубь иранских владений. Во главе 10-тысячного афганского войска Мир Махмуд пересек Систан и захватил город Кирман, откуда вскоре был выбит подошедшей иранской армией. Мир Махмуд-хан отступил в Кандагар и стал собирать новые силы для продолжения войны. В конце 1721 года Мир Махмуд-хан, собрав крупные силы, предпринял второй поход на Иран. В январе 1722 года 20-тысячное афганское войско взяло штурмом и разграбило Кирман, откуда выступило в наступление на Исфахан.
8 марта 1722 года в битве около селения Гулнабад, в окрестностях Исфахана, произошла генеральная битва между иранской и афганской армиями. Персидский шах Хусейн во главе 50-тысячной армии выступил из столицы навстречу афганцам. 20-тысячная афганская армия значительно уступала по численности иранцам и была хуже вооружена. Афганцы не имели пехоты и фактически не располагали артиллерией. У них были только легкие пушки, установленные на верблюдах. Иранская армия имела на своём вооружении 20 тяжёлых орудий. Однако из-за вражды и разногласий между персидскими военачальниками шахская армия потерпела полное поражение. Афганцы преследовали противника и нанесли ему большой урон. Остатки персидской армии укрылись в Исфахане.
Мир Махмуд осадил Исфахан, осада которого продолжалась с марта по октябрь 1722 года. В июне сквозь вражеское кольцо осады смог прорваться царевич Тахмасп-мирза, сын шаха Хусейна. Тахмасп бежал из осаждённой столицы на север Ирана, в Мазандаран, чтобы попытаться собрать войска для борьбы с захватчиками. Между тем в самом осаждённом Исфахане начался сильный голод. Жители ели кошек, собак, мышей, кору и листья с деревьев. Затем вспыхнули болезни. 22 октября 1722 года иранцы вынуждены были сдать свою столицу. Хусейн со своими придворными прибыл из Исфахана в афганский лагерь, где передал Мир Махмуду шахскую корону. Мир Махмуд вступил в Исфахан, где провозгласил себя новым шахом Персии. Вскоре он распространил свою власть на бо́льшую часть Сефевидского государства. Прежний шах Хусейн вместе с семьей был заключён под стражу. Затем Мир Махмуд-шах женился на Шахбану Аламиян Говхар Султан Сефеви, одной из дочерей Хусейна.
Став повелителем Персии, Мир Махмуд-шах объявил, что сохранит на прежних местах всех видных иранских сановников и чиновников. Однако выполнять своё обещание он не собирался. В январе 1723 года во дворце был устроен большой пир, на который пригласили родственников шаха Хусейна и кызылбашскую знать. В самый разгар праздника афганцы напали на гостей и вырезали 300 видных иранских вельмож вместе с их семьями. После этого афганцы устроили резню и погромы в Исфахане. Разорив столицу, афганцы подчинили своей власти весь Центральный Иран, захватив Кашан, Казвин и многие другие города. Афганское нашествие сопровождалось массовыми убийствами, грабежами и насилием над местным населением, надругательствами над верой и обычаями персов.
Россия и Османская империя, воспользовавшись ослаблением Сефевидского государства, начали военные действия против Ирана. Тахмасп-мирза, сын Хусейна, бежал на север и там провозгласил себя новым шахом. Его поддержали Азербайджан и прикаспийские провинции (Мазандаран, Гилян и Астрабад). Тахмасп обратился за помощью к русскому правительству, обещая взамен уступить северные провинции. В 1722—1723 годах русские войска вошли в Дагестан и Северный Азербайджан. Были взяты города Дербент, Баку и Решт. В сентябре 1723 года в российской столице Санкт-Петербурге был заключён мирный договор, по условиям которого к Российской империи отошли Дербент, Баку, Решт, провинции Ширван, Гилян, Мазендеран и Астрабад.
Османская империя решила также воспользоваться ситуацией и захватить пограничные иранские провинции. Летом 1723 года турецкие войска вступили в Восточную Грузию и Восточную Армению, где были взяты Тифлис и Ереван. В 1724—1725 годах турки-османы оккупировали Азербайджан, где были взяты города Мераге, Хой, Нахичевань, Ордубад, Тебриз, Ганджа и Ардебиль, и Западный Иран, где захватили провинцию Луристан, города Нехавенд, Казвин и Хамадан.
В феврале 1725 года Мир Махмуд-шах приказал казнить всех схваченных представителей рода Сефевидов (39 человек). Среди убитых было 11 сыновей шаха Хусейна.
22 апреля того же 1725 года Мир Махмуд-шах Хотаки был убит заговорщиками, во главе которых находился его двоюродный брат Мир Ашраф, который провозгласил себя новым шахом Персии. Эмиром Кандагара стал Хусайн Султан-шах (1722—1738), младший брат Мир Махмуд-шаха.